# Jupiter Bokondji (Jupiter & Okwess)
Cantante y actor de la república democrática del Congo. .
Jupiter Bokondji,  de su nombre  Jean Pierre Bokondji Ilola, nacido el 16 de diciembre de 1963 en Kinshasa, cantante, músico y actor de la República Democrática del Congo . 
Es el cantante principal de la banda llamada  "Jupiter & Okwess".

## Biografía
Hijo de un diplomático con sede en Berlín este Júpiter empezó con amigos su primer banda "Die Nieger" pues Bongo Folk En la década de 1980, regressando a Zaire, que desde entonces se ha convertido en la República Democrática del Congo.
Se hizo un nombre en la escena internacional e hizo su primera aparición en Europa con el documental "El baile de Jupiter " / "Jupiter's dance"de Renaud Barret y Florent de la Tullaye en 2004 .
El documental  revela al mundo esta personalidad extraordinaria, vestido con uniforme de general, una especie de Don Quijote del gueto que, en un entorno ruinoso y abandonado, es golpeado obstinadamente. contra viento y marea para mantener vivo a su grupo, utilizando todas las artes de la tenacidad y el ingenio. Durante el rodaje del documental, Jupiter & Okwess realizaron sus primeras grabaciones con  guitarrista francés Yarol Poupaud ( FFF, Johnny Hallyday ). La película contó con música de Jupiter & Okwess, así como de Staff Benda Bilili, otra banda en la que participa Bokondji y su músicos .
En 2011, Júpiter colaboró con el británico Damon Albarn en el álbum "Kinshasa One two" . en beneficio de Oxfam . . 
En 2012, Júpiter y su banda se subieron a bordo de la gira del tren con el proyecto "Africa Express" de Damon Albarn que atraviesa Inglaterra  y poco después actuaron en varios espacios de apoyo con Blur . 
El artista Robert del Naja, también conocido como "3D" de Massive Attack, se encuentra con la banda y les pregunta si puede hacer un remix la canción "Congo" para su seria Battle Box (2013).
En 2013, el lanzamiento del álbum " Hotel Univers », producido por Marc-Antoine Moreau, da a Jupiter una cierta legitimidad internacional, así como la oportunidad de recorrer el mundo varias veces, especialmente en algunos de los festivales más renombrados. : Glastonbury ( 2013), Eurockéennes (Francia 2013), Hyde Park (UK - con Blur, 2015), Roskilde (Dinamarca 2012, 2014 y 2015) Womad (UK 2012, Australia y Nueva Zelanda 2015) .
En 2017  el segundo LP " Kin sonic " producido por Marc-Antoine Moreau y Francois Gouverneur, Jupiter & Okwess tiene las contribuciones de Damon Albarn de Blur y Gorillaz, el violinista Warren Ellis de Bad Seeds de Nick Cave y Robert del Naja . La contribución de Del Naja se presenta en forma de una portada de álbum única y poderosa.
En 2018 y 2019, Jupiter & Okwess tocaron en 44 shows en los Estados Unidos. Tocaron en festivales famosos como New Orleans Jazz & Heritage (en 2018 y 2019), NYC Summer stage en Central Park (2018), Newport Folk Festival (2019), Sziget (Hungría 2018), Rock Al Parque (Colombia 2018), Cerventino (México 2018 - con Gorillaz en el palacio de desportes), Nice Jazz (Francia 2019), GP de Singapur (2019 - con los Red Hot Chili Peppers ).
Estas giras los llevaron a Tiny Desk de NPR y KEXP de Seattle .
Este mismo ano eran unos de los Dos artistas africano en las canciones favoritas de 2018 de Barack Obama, y  incluso a las selecciones de Álbum del año en el New York Times.
En 2021, Jupiter & Okwess lanzan “ Na Kozonga ". Coproducida por Francois Gouverneur y Mario Caldato Jr. ( Beastie Boys y Jack Johnson .... ), el disco reúne como invitados a Money Mark, Rogê, Marcelo D2, los metales del Preservation Hall de Nueva Orleans y Ana Tijoux .
Álbum de la semana en Rolling Stone Francia, premiado con el  los 4 llaves que es la nota más alta por  Télérama (la publicación cultural francesa más importante), este nuevo álbum se presenta en todos los principales medios franceses ( Le Monde, Liberation, FIP, Radio Nova, Canal+ ) pero también todos los continente en el New York Times y NPR.
Jupiter Bokondji  fue coronado artista del año en su pays ( RDC) en la edición 2021 de los Premios Lokumu en Kinshasa.
En el otoño de 2020, a Júpiter participa en la obra "Le Vol du Boli " de Damon Albarn  y Abderrahmane Sissako .  Con la pandemoa de covid 19 los espectáculos finalmente tendrán lugar en la primavera de 2022 en el famoso Théâtre de Châtelet en París.
En 2023 , Jupiter & Okwess  se convierte el  primer grupo del Congo RD  ser programado en el famoso festival Americano " Coachella".